# Trixie (jerga)
En la jerga de internet, una trixie, y desde finales de la década de 2010 también llamada stacy, es representada como una «mujer blanca urbana joven, generalmente soltera, de entre 20 y 30 años». El término se originó durante la década de 1990 en Chicago (Estados Unidos), con un popular sitio web satírico dedicado a la Lincoln Park Trixie Society, un club social ficticio con sede en el exclusivo barrio homónimo de Chicago.

## Concepto
Las trixies se describen como «jovencitas trepadoras sociales, con mentalidad matrimonial y hambrientas de dinero y de atención que parecen acudir en masa al barrio ascendente de Lincoln Park». Otra descripción las llama «las mujeres con bolsos Kate Spade para todos los días de la semana; las ex-hermandades de mujeres que aún anhelan grandes y tontos deportistas; las mujeres que van a la facultad de derecho para encontrar maridos». Las contrapartes estereotipadas de Trixies, y los hombres con los que suelen acabar casándose, se mencionan en jerga como Chads.
Shane DuBow de National Geographic, informando sobre el sitio web de Lincoln Park Trixie Society, escribió que el estereotipo de Trixie describe a una «mujer rubia de veintitantos años con una cola de caballo que trabaja en relaciones públicas o marketing, conduce un Jetta negro, se hace la manicura y toma café con leche desnatada sin espuma», notando que el sitio web parecía una parodia seria.
El término Trixie fue utilizado por algunas empresas de Chicago: una ensalada que se llamó "Ensalada Trixie" en un restaurante de Chicago, y una peluquería llamada Trixie Girl Blow Dry Bar.